# Singapore op de Olympische Zomerspelen 2000
Singapore nam deel aan de Olympische Zomerspelen 2000 in Sydney, Australië. Net als bij de vorige editie won de stadstaat geen medailles.

## Deelnemers en resultaten

### Schietsport
| Olympiër   | Discipline           | Resultaat | Prestatie                                        |
| ---------- | -------------------- | --------- | ------------------------------------------------ |
| Shirley Ng | 10m luchtpistool (v) | 44e       | kwalificatie: 44ste met 359 punten (86-91-91-91) |

### Tafeltennis
| Olympiër                 | Discipline     | Resultaat | Prestatie |
| ------------------------ | -------------- | --------- | --- |
| Jing Jun Hong            | enkelspel (v)  | 4e        | groep G: 1ste W van NZL Li: 3-0 W van CHI Tepes: 3-0 2de ronde: W van CHN Sun: 3-0 (21-16, 21-18, 21-7) 3de ronde: W van CAN Lijuan: 3-2 (16-21, 25-23, 13-21, 22-20, 23-21) kwartfinale: W van ROU Steff: 3-1 (22-20, 21-12, 19-21, 22-20) halve finale: V van CHN Li: 1-3 (21-15, 13-21, 12-21, 19-21) bronzen finale: V van TPE Chen: 1-3 (21-18, 14-21, 15-21, 10-21) |
| Li Jia Wei               | enkelspel (v)  | 9e        | groepsfase: vrij 2de ronde: W van AUT Jia: 3-1 (21-13, 21-17, 18-21, 21-17) 3de ronde: V van CHN Wang: 2-3 (21-18, 18-21, 21-19, 21-23, 16-21) |
| Jing Jun Hong Li Jia Wei | dubbelspel (v) | 9e        | groepsfase: vrij 2de ronde: V van CRO Aganović/Boroš: 2-3 (16-21, 21-15, 21-9, 25-27, 23-25) |

### Zeilen
| Olympiër                     | Discipline | Resultaat | Prestatie                                       |
| ---------------------------- | ---------- | --------- | ----------------------------------------------- |
| Tan Wearn Haw Koh Seng Leong | 470 (m     | 28e       | 192 punten: (24-26-22-23-13-21-DNF-25-12-26-28) |
|                              |            |           |                                                 |
| Stanley Tan                  | laser      | 28e       | 275 punten: (35-38-36-26-26-34-39-31-33-34-20)  |

### Zwemmen
| Olympiër         | Discipline           | Resultaat | Prestatie                     |
| ---------------- | -------------------- | --------- | ----------------------------- |
| Leslie Kwok      | 50m vrije slag (m)   | 49e       | serie 4: 6de in 24,00         |
| Mark Chay        | 100m vrije slag (m)  | 47e       | serie 4: 6de in 52,24         |
| Mark Chay        | 200m vrije slag (m)  | 23e       | serie 2: 1ste in 1.52,22 (NR) |
| Sng Ju Wei       | 400m vrije slag (m)  | 37e       | serie 1: 1ste in 4.01,34 (NR) |
| Gary Tan         | 100m rugslag (m)     | 45e       | serie 2: 4de in 58,69         |
| Gary Tan         | 200m rugslag (m)     | 37e       | serie 2: 6de in 2.06,32       |
| Daniel Liew      | 100m schoolslag (m)  | 57e       | serie 4: 7de in 1.06,41       |
|                  |                      |           |                               |
| Joscelin Yeo     | 50m vrije slag (v)   | 47e       | serie 7: 7de in 26,71         |
| Joscelin Yeo     | 100m vrije slag (v)  | 23e       | serie 6: 7de in 57,15         |
| Christel Bouvron | 400m vrije slag (v)  | 36e       | serie 1: 6de in 4.25,16       |
| Joscelin Yeo     | 100m schoolslag (v)  | 28e       | serie 3: 3de in 1.13,25       |
| Nicolette Teo    | 200m schoolslag (v)  | 30e       | serie 2: 6de in 2.37,39       |
| Joscelin Yeo     | 100m vlinderslag (v) | 26e       | serie 6: 8ste in 1.01,28      |
| Christel Bouvron | 100m vlinderslag (v) | 32e       | serie 2: 8ste in 2.17,62      |
| Joscelin Yeo     | 200m wisselslag (v)  | 23e       | serie 4: 7de in 2.19,18       |

Albanië · Algerije · Amerikaanse Maagdeneilanden · Amerikaans-Samoa · Andorra · Angola · Antigua en Barbuda · Argentinië · Armenië · Aruba · Australië · Azerbeidzjan · Bahama's · Bahrein · Bangladesh · Barbados · België · Belize · Benin · Bermuda · Bhutan · Bolivia · Bosnië en Herzegovina · Botswana · Brazilië · Britse Maagdeneilanden · Brunei · Bulgarije · Burkina Faso · Burundi · Cambodja · Canada · Centraal-Afrikaanse Republiek · Chili · China · Chinees Taipei · Colombia · Comoren · Congo-Brazzaville · Congo-Kinshasa · Cookeilanden · Costa Rica · Cuba · Cyprus · Denemarken · Djibouti · Dominica · Dominicaanse Republiek · Duitsland · Ecuador · Egypte · El Salvador · Equatoriaal-Guinea · Eritrea · Estland · Ethiopië · Fiji · Filipijnen · Finland · Frankrijk · Gabon · Gambia · Georgië · Ghana · Grenada · Griekenland · Groot-Brittannië · Guam · Guatemala · Guinee · Guinee‑Bissau · Guyana · Haïti · Honduras · Hongarije · Hongkong · Ierland · IJsland · India · Indonesië · Irak · Iran · Israël · Italië · Ivoorkust · Jamaica · Japan · Jemen · Joegoslavië · Jordanië · Kaaimaneilanden · Kaapverdië · Kameroen · Kazachstan · Kenia · Kirgizië · Koeweit · Kroatië · Laos · Lesotho · Letland · Libanon · Liberia · Libië · Liechtenstein · Litouwen · Luxemburg · Macedonië · Madagaskar · Malawi · Malediven · Maleisië · Mali · Malta · Marokko · Mauritanië · Mauritius · Mexico · Micronesië · Moldavië · Monaco · Mongolië · Mozambique · Myanmar · Namibië · Nauru · Nederland · Nederlandse Antillen · Nepal · Nicaragua · Nieuw-Zeeland · Niger · Nigeria · Noord-Korea · Noorwegen · Oeganda · Oekraïne · Oezbekistan · Oman · Oostenrijk · Pakistan · Palau · Palestina · Panama · Papoea-Nieuw-Guinea · Paraguay · Peru · Polen · Portugal · Puerto Rico · Qatar · Roemenië · Rusland · Rwanda · Saint Kitts en Nevis · Saint Lucia · Saint Vincent en Grenadines · Salomonseilanden · Samoa · San Marino ·  Sao Tomé en Principe · Saoedi-Arabië · Senegal · Seychellen · Sierra Leone · Singapore · Slovenië · Slowakije · Soedan · Somalië · Spanje · Sri Lanka · Suriname · Swaziland · Syrië · Tadzjikistan · Tanzania · Thailand · Togo · Tonga · Trinidad en Tobago · Tsjaad · Tsjechië · Tunesië · Turkije · Turkmenistan · Uruguay · Vanuatu · Venezuela · Verenigde Arabische Emiraten · Verenigde Staten · Vietnam · Wit-Rusland · Zambia · Zimbabwe · Zuid-Afrika · Zuid-Korea · Zweden · Zwitserland · Individuele olympische atleten